# Jamides carolina
Jamides carolina är en fjärilsart som beskrevs av Lambertus Johannes Toxopeus 1929. Jamides carolina ingår i släktet Jamides och familjen juvelvingar. Inga underarter finns listade i Catalogue of Life.